# Sikorsky S-92
Die Sikorsky S-92 ist ein mittelschwerer, von zwei Gasturbinen angetriebener Großraum-Hubschrauber der Sikorsky Aircraft Corporation. Die zivile Version des Hubschraubers wird auch Helibus genannt. Der Erstflug der S-92 fand im Dezember 1998 in Palm Beach statt. Die H-92 Superhawk und die MH-92 Superhawk sind militärische Varianten der S-92.

## Varianten und Nutzung

### S-92 Helibus
Der Hubschrauber wird vornehmlich von Regierungen gekauft oder zivil von der Öl- und Gasindustrie eingesetzt. Für kürzere Strecken kann der Helikopter bei entsprechend hochwertiger Ausstattung denselben Komfort bieten wie ein Linienflugzeug. Spezielle Dämmstoffe und die Avionik sollen für ruhige Flugeigenschaften sorgen, damit Lärm und Vibrationen auf ein Minimum reduziert werden. Die S-92 wird daher zum Transport von VIP-Gästen, aber auch für staatliche (hoheitliche) Zwecke genutzt, zum Beispiel als SAR-Hubschrauber von der Küstenwache.

### MH-92 Superhawk
Die S-92 wird zum Marinehubschrauber MH-92 Superhawk weiterentwickelt. S-92-Helikopter werden in der Version H-92 Superhawk für die U-Jagd (ASW) und Aufklärung sowie Seenotrettungseinsätze genutzt. Dank der sehr großen Kabine und der hohen Tragkraft des Helikopters können eine Vielzahl an Waffen und militärischem Gerät mitgeführt werden. Im ASW-Einsatz werden Torpedos vom Typ Mark 46 mitgeführt, ebenso passive Sonarbojen zur U-Boot-Aufklärung. Als Aufklärer können Radarsätze nachgerüstet sowie spezielle Computer zur Aufklärung installiert werden. In den kanadischen Streitkräften wird sie als CH-148 Cyclone die Nachfolge des Sikorsky S-61 Sea King antreten. Die Flugerprobung dieser Version mit FLIR und Rundumsuchradar begann mit knapp zweijähriger Verspätung am 15. November 2008 in West Palm Beach, Florida. Das Programm über im Wert von 1,8 Mrd. kanadischen Dollar sieht die Lieferung von 28 Hubschraubern vor. Die MH-92 hat im Unterschied zur zivilen Version eine Fly-by-Wire-Flugsteuerung.

### VH-92A Patriot
S-92 war einer der Teilnehmer an einer Ausschreibung für einen neuen Hubschrauber für den Präsidenten der USA. Der Zuschlag für den Auftrag fiel auf den von Agusta Westland produzierten EH101, das Programm wurde später jedoch aus Kostengründen eingestellt.
Am 7. Mai 2014 gab die US Navy bekannt, dass das Modell S-92 eine erneute Ausschreibung gewonnen habe. Für 21 Hubschrauber und zwei Simulatoren sollen die US-Streitkräfte 1,24 Milliarden US-Dollar zahlen. Am 28. Juli 2017 erfolgte der Erstflug des als VH-92A Patriot bezeichneten Hubschraubers. Die ersten für den Einsatz als Marine One geplanten Hubschrauber sollten 2018 ausgeliefert werden. Bis August 2024 waren neun der insgesamt 23 bestellten Hubschrauber ausgeliefert. Am 19. August 2024 fand der erste Einsatz eines VH-92A als Marine One mit einem Flug vom Chicago O’Hare International Airport zum Soldier Field statt. Joe Biden wurde anschließend von dort zur Democratic National Convention im United Center gefahren.

## Technische Daten
| Kenngröße             | S-92 Helibus                                           | CH-148 Cyclone          | S-92 SAR-H                       |
| --------------------- | ------------------------------------------------------ | ----------------------- | -------------------------------- |
| Besatzung             | 2                                                      |                         |                                  |
| Passagiere            | max. 22                                                | max. 22                 |                                  |
| Länge                 | 20,9 m                                                 |                         | 20,88 m                          |
| Breite                |                                                        |                         | 5,26 m (gesamt)                  |
| Hauptrotor            | 17,7 m                                                 |                         | 17,17 m (drehend)                |
| Höhe                  | 4,7 m                                                  |                         | 5,7 m (Heckrotor drehend)        |
| Nutzlast extern       | max. 4.535 kg                                          |                         |                                  |
| Leermasse             | 7.257 kg                                               |                         |                                  |
| max. Startmasse       | max. 11.925 kg (12.150 kg ab Ende 2010)                |                         |                                  |
| Flughöhe              | 1981 m (ohne Bodeneffekt, bei Startleistung für 5 min) | 4572 m                  |                                  |
| Reisegeschwindigkeit  | 280 km/h                                               | 250 km/h                | 268 km/h                         |
| Höchstgeschwindigkeit | 306 km/h                                               |                         | 305 km/h                         |
| Reichweite            | max. 999 km (ohne Reserve)                             | 400–450 km              | 500 km (mit internem Zusatztank) |
| Triebwerke            | Wellenturbinen GE CT7-8A                               | Wellenturbinen GE CT7-8 | Wellenturbinen GE CT7-8          |
| Startleistung         | 2 × 1897 kW                                            | 2 × 1879 kW             | 2 × 1879 kW                      |

Angaben von Sikorsky, Luftwaffe Kanada und Soteria

## Zwischenfälle

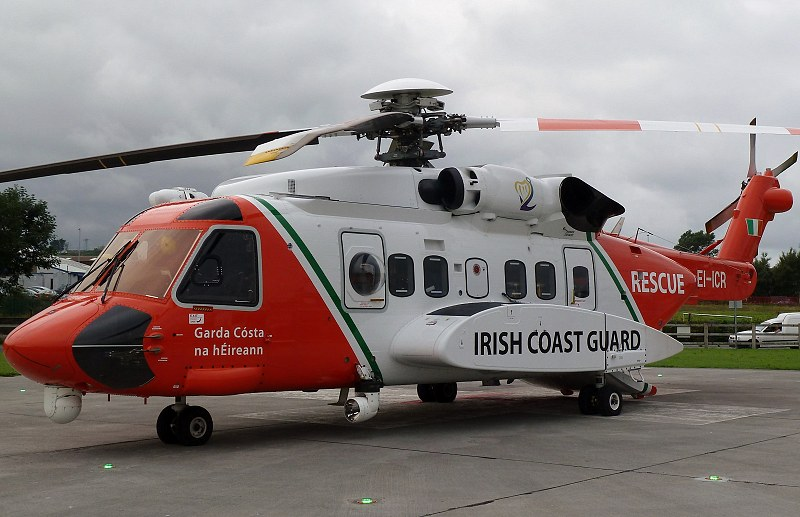
Der vom Absturz betroffene Sikorsky S-92A der Irischen Küstenwache

- Am 12. März 2009 stürzte ein Sikorsky S-92A (Luftfahrzeugkennzeichen C-GZCH) des Betreibers Cougar Helicopters vor Neufundland in den Atlantischen Ozean. Der Helikopter befand sich auf Flug 491 vom St. John’s International Airport zu einer Bohrinsel, als Probleme mit dem Öldruck des Getriebes auftraten. Konkret sind 2 von 3 der Schraubbolzen aus Titan des Ölfiltergehäuses am Getriebe abgerissen, wodurch es zu einem plötzlichen Totalverlust des Getriebeöls kam und wenige Zeit danach zu einem Ausfall des Getriebes. Sikorsky kannte das Problem mit den Titanbolzen und hatte ihren Austausch durch Stahlbolzen empfohlen – jedoch nicht auf die Dringlichkeit hingewiesen. Es überlebte nur eine von insgesamt 18 Personen an Bord (siehe auch Cougar-Helicopters-Flug 91).[12][13]
- Am 14. März 2017 berührte ein Sikorsky S-92A (Luftfahrzeugkennzeichen EI-ICR), welcher von CHC Helicopter für die Irische Küstenwache betrieben wurde, die Insel Blackrock und stürzte in den Atlantischen Ozean. Alle vier Personen an Bord kamen ums Leben. Der Helikopter mit dem Rufzeichen Rescue 116 unterstützte eine Rettungsmission und sollte am rund 17 Kilometer östlich gelegenen Blacksod-Leuchtturm betankt werden.[14][15]
- Am 29. April 2020 stürzte ein Sikorsky CH-148 Cyclone (Luftfahrzeugkennzeichen 148822) der Royal Canadian Air Force in das Ionische Meer. Alle sechs Personen an Bord kamen ums Leben. Der Helikopter befand sich nach einer Übung auf dem Rückweg zur Fregatte HMCS Fredericton.[16][17]